# 3 Samodzielna Brygada Kawalerii
3 Samodzielna Brygada Kawalerii (3 SBK) – wielka jednostka kawalerii Wojska Polskiego II RP.

## Historia 3 SBK
Powstała w 1924 w wyniku pokojowej reorganizacji wielkich jednostek jazdy na bazie III Brygady Jazdy. W tym okresie zmieniono również terminologię. Słowo „jazda” zamieniono na „kawaleria”.
Brygada podporządkowana była dowódcy Okręgu Korpusu Nr III w Grodnie. Dowództwo 3 SBK stacjonowało w Wilnie.
1 kwietnia 1937 roku brygada przemianowana została na Wileńską Brygadę Kawalerii.

## Organizacja pokojowa 3 SBK
- dowództwo 3 Samodzielnej Brygady Kawalerii
- 4 pułk Ułanów Zaniemeńskich
- 13 pułk Ułanów Wileńskich
- 23 pułk Ułanów Grodzieńskich
- 3 dywizjon artylerii konnej
- szwadron pionierów przy 3 Samodzielnej Brygadzie Kawalerii